# Santa Bárbara (Cabudare)
Santa Bárbara La capilla de Santa Bárbara, es un inmueble de gran valor para la comunidad, ya que fue la primera iglesia de Cabudare, en ella se celebra misa en honor a Santa Bárbara cada 4 de diciembre. Esta capilla fue declarada Monumento Histórico Nacional según Gaceta Oficial Nº 26320 del 2 de agosto de 1960.
Localización

## Historia
Una muchacha llamada Bárbara, quien era hija de un hombre llamado Dióscoro que la celaba mucho, y para evitar que tuviera contacto con la gente, la encerró en una torre muy alta hasta que decidió entregarla en matrimonio a uno de los príncipes que la pretendían, a lo que Bárbara se negó pues ella vivía pensando en llevar una vida perfecta sumida en la búsqueda del verdadero y único Dios.
No paso mucho tiempo cuando Dióscoro se fue a vivir a un país lejano sumido en una gran decepción. Bárbara aprovechó su ausencia y añadió una ventana más a las dos que ya tenía la torre para simbolizar la santísima trinidad.
Ya para el año 235 D.C, su padre había regresado del viaje y se molestó por la tercera ventana construida en la torre a lo que Bárbara respondió que esas tres ventanas representan Padre, Hijo y Espíritu Santo, tres personas en un solo Dios, en el que debemos creer y al único que debemos adorar. 
La reacción de Dióscoro  fue violenta, tanto así que sacó su espada para matar a su hija, pero ella comenzó a orar y milagrosamente levitó y llegó volando a una montaña; su padre la persiguió y tomó por los cabellos y decidió llevarla para ser juzgada. 
El juez le dio oportunidad de recapacitar y decidir entre salvar su vida y sacrificar a los dioses. Y Bárbara respondió “Me ofrezco con sacrificio a mi Dios”. Esa fue su sentencia después de ser apaleada y torturada durante días, pero ella mantenía su posición ante el castigo, el juez decidió que fuese decapitada. Dióscoro le arrebató la espada al juez y se llevó a Bárbara a una montaña, y allí fue decapitada de la mano de su padre, cuando Dióscoro comenzó a bajar la montaña fue fulminado por un rayo que descendió de los cielo.
Santa Bárbara fue sepultada junto a Santa Juliana en un pequeño pueblo donde posteriormente ocurrieron muchos milagros.

## Trascendencia histórica

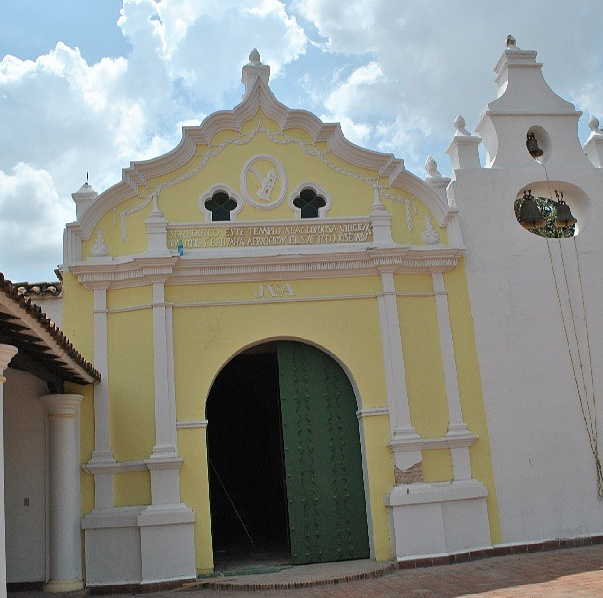
Oratorio Santa Bárbara

La capilla Santa Bárbara fue el primer templo matriz de Cabudare y está considerado Patrimonio Histórico y Cultural del municipio Palavecino.
En la época colonial las familias rezaban en pequeños oratorios de las haciendas o en los salones de las casonas, fue entonces, cuando el poblado de Cabudare dio muestras de una profunda vocación religiosa al preocuparse por disponer de una estructura que cumpliera con las funciones de una casa de oración para la parroquia y sus aledaños.
Este oratorio formaba parte de una unidad de producción dedicada al cañamelar. Fue construida a partir de 1797 por el alférez real Juan José Alvarado de la Parra. 
Fue reducida a polvo y escombros producto del terremoto de 1812 y empezada a reconstruir en sus dimensiones originales a partir de 1815.
Sin tener un templo matriz, ni una casa cural se decreta y se crea la parroquia eclesiástica de Cabudare en 1818. Sirvió de templo parroquial a partir de 1820.
Es un inmueble de gran valor para la comunidad, en ella se celebra misa en honor a Santa Bárbara cada 4 de diciembre.Ella es la reina para muchos devotos

## Cabudare celebra Santa Bárbara entre misas y tambores

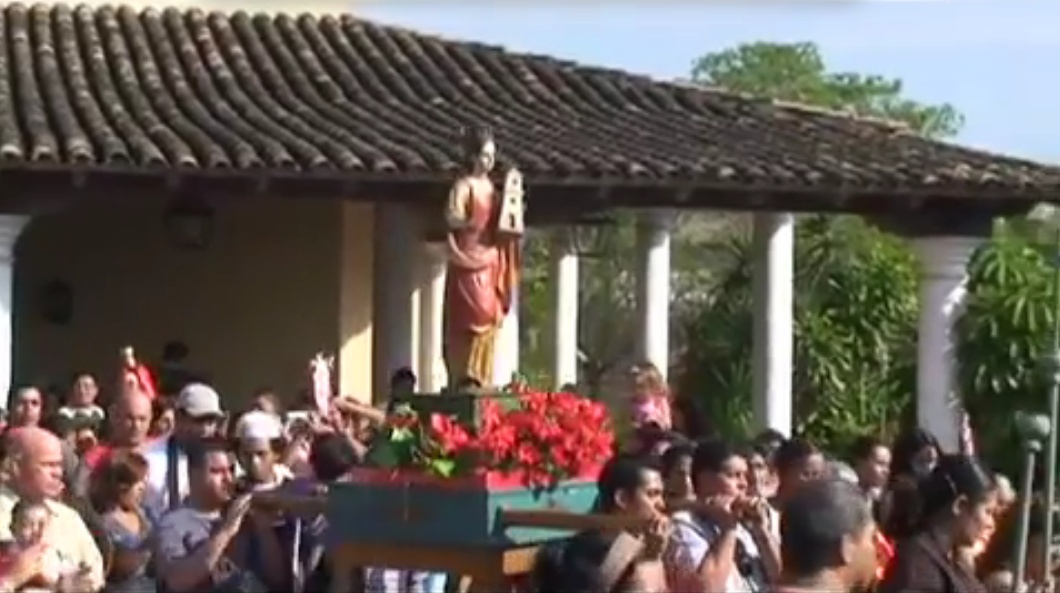
Procesión

Desde las 5 de la mañana cada 4 de diciembre, comienzan a retumbar los cohetes en homenaje a Santa Bárbara, tradición bien arraigada entre la población cabudareña. Las puertas del histórico oratorio abrieron para que los creyentes asistan a las festividades.
Reparten velas rojas, estampitas e imágenes de la patrona de los artilleros, canteros y mineros: “Santa Bárbara bendita".
Finalizada la liturgia, los tambores, cantos y rezos, resuenan dentro y fuera de la capilla. La multitud saca en procesión la homenajeada imagen entre bailes y cánticos, con atuendos rojos al tiempo que no dejan de estallar fuegos artificiales.
Como parte de los homenajes que se le realizan a Santa Bárbara, el centro cultural Santa Bárbara celebra este memorable día con una misa en la iglesia San Juan Bautista de Cabudare con la respectiva procesión de la imagen que reposa en el restaurante La Carmelita por la avenida Libertador hasta la calle Santa Bárbara; se celebra el acto cultural con bailes, tambores y muchos fuegos artificiales hasta altas horas de la noche.